# Route 105 (Québec)
Die Route 105 ist eine Nationalstraße (Route nationale) der kanadischen Provinz Québec und führt durch die Verwaltungsregion Outaouais.

## Streckenbeschreibung
Die 157 km lange Überlandstraße führt von Gatineau entlang dem westlichen Flussufer des Rivière Gatineau in nördlicher Richtung über Gracefield und Maniwaki nach Grand-Remous, wo sie als Abzweig der Route 117 (Trans-Canada-Highway) endet. Die Autoroute 5 verläuft von Gatineau nach Wakefield parallel und streckenweise deckungsgleich zur Route 105.